# Совместный проект Константина Хабенского с Юрием Башметом
Совместный проект Константина Хабенского с Юрием Башметом — российская совместная музыкально-литературная программа Константина Хабенского с камерным ансамблем «Солисты Москвы» под управлением Юрия Башмета.

## Программа концерта
Концерт состоит из двух отделений.

### Первое отделение
- Альбер Камю, «Калигула», отрывки из пьесы в интерпретации Константина Хабенского.
- Франц Шуберт — Густав Малер, квартет «Смерть и девушка», в исполнении камерного ансамбля «Солисты Москвы».

### Второе отделение
- Камиль Сен-Санс, пародийно-юмористическая сюита «Карнавал животных».

## Премьера в России и за рубежом
- Российская премьера — Пермь, 21 января 2011 года.
- Европейская премьера — Финляндия, Хельсинки, 14 ноября 2011 года.
- Премьера в Москве — 1 апреля 2012 года.

## Авторы и исполнители
- Идея и постановка — Юрий Башмет, Константин Хабенский.
- Чтец — Константин Хабенский.
- Дирижёр — Юрий Башмет.
- Камерный ансамбль «Солисты Москвы».
- Фортепиано — Игорь Горский, Ксения Башмет.